# دانل (مینه‌سوتا)
دانل، مینه‌سوتا (به انگلیسی: Dunnell, Minnesota) یک شهر در ایالات متحده آمریکا است که در مینه‌سوتا واقع شده‌است.

## خصوصیات
دانل ۰٫۹۸ کیلومترمربع مساحت و ۱۶۷ نفر جمعیت دارد و ۴۰۰ متر بالاتر از سطح دریا واقع شده‌است.